# Charles d'Andelot
 (août 2024).
Charles d'Andelot, né à Mons le 19 décembre 1788 et mort à Bruxelles le 8 avril 1854, est un homme politique belge.

## Fonctions et mandats
- Membre du Sénat belge : 1831-1848

## Sources
- M.-A. ARNOULD, Charles d'Andelot, in: Biographie nationale de Belgique, T. XXIX, Brussel, 1956.
- Oscar COOMANS DE BRACHÈNE, État présent de la noblesse belge, Annuaire 1984, Brussel, 1984.
- Le parlement belge 1831 - 1894: données biographiques, Académie Royale de Belgique, Commission de la Biographie Nationale, 1996 (ISBN 978-2-8031-0140-5)